# Grammy al millor àlbum de música alternativa
El premi Grammy al millor àlbum de música alternativa (Grammy Award for Best Alternative Music Album) és entregat per The Recording Academy (oficialment, National Academy of Recording Arts and Sciences) dels Estats Units des de 1991 per a "honorar la consecució artística, competència tècnica i excel·lència general en la indústria discogràfica, sense tenir en consideració les vendes d'àlbums o la posició a les llistes".
Mentre que la definició d'"alternativa" ha estat debatuda, el premi s'entrega per reconèixer els àlbums de rock no convencional "molt posats a les emissores de ràdio universitàries". Després de diverses actualitzacions de la descripció de la categoria, l'organització Grammy va publicar la següent declaració per a la temporada Grammy 2019: "Música alternativa es defineix com un gènere de música que abraça atributs de progressió i innovació tant en la música com en les actituds associades a aquesta. Sovint és una versió menys intensa de rock o una versió més intensa de pop i es considera típicament més original, eclèctica o desafiant musicalment. Pot incloure una varietat de subgèneres o qualsevol altre híbrid i pot incloure gravacions que no encaixin en altres categories de gènere".
L'any 1991, i del 1994 al 1999, el premi era conegut com a Best Alternative Music Performance. A començaments del 2001, els destinataris incloïen els productors, enginyers de so i/o mescladors associats amb l'obra candidata, a banda dels intèrprets de la gravació.

## Guardonats

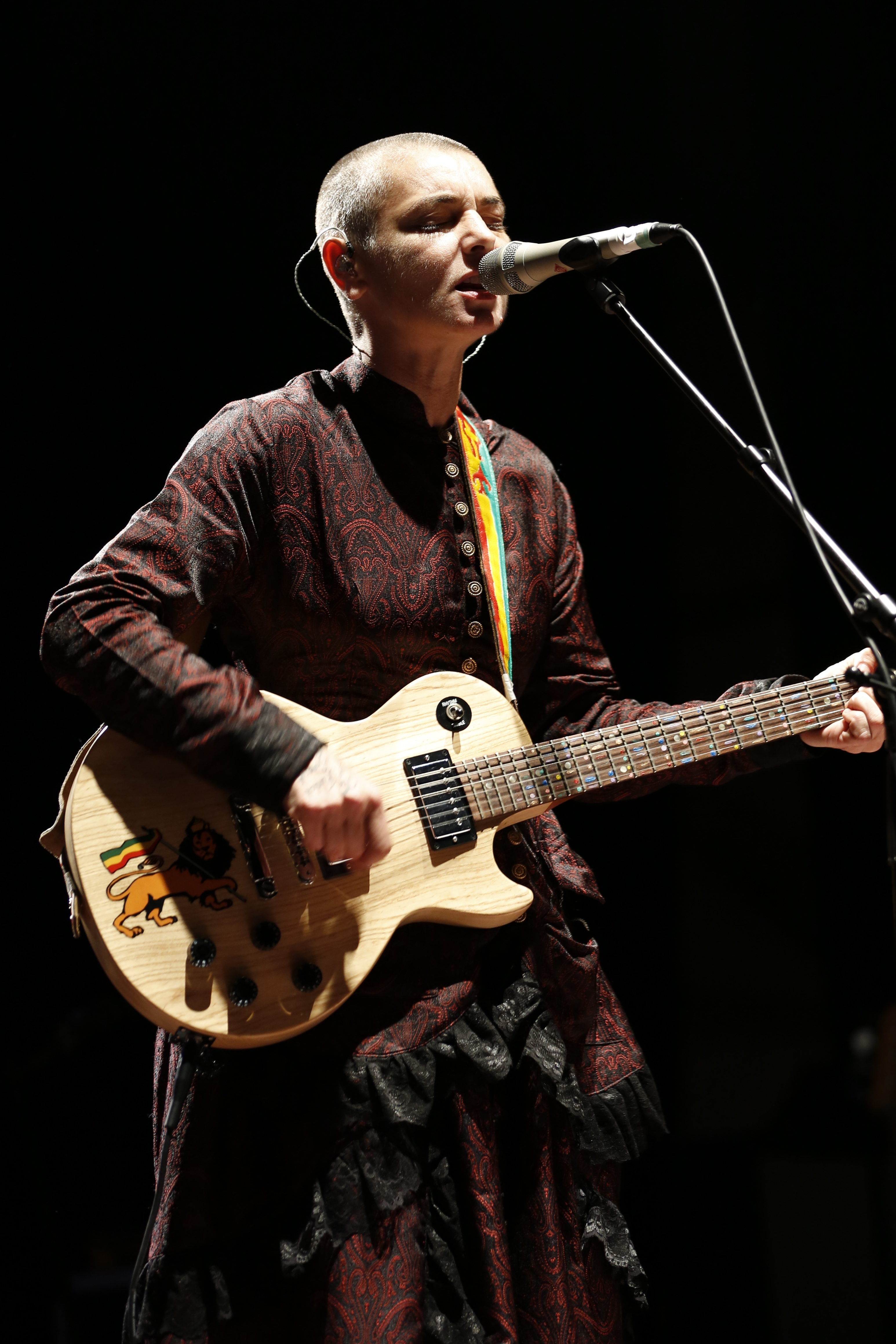
Sinéad O'Connor va ser la guanyadora inaugural l'any 1991.

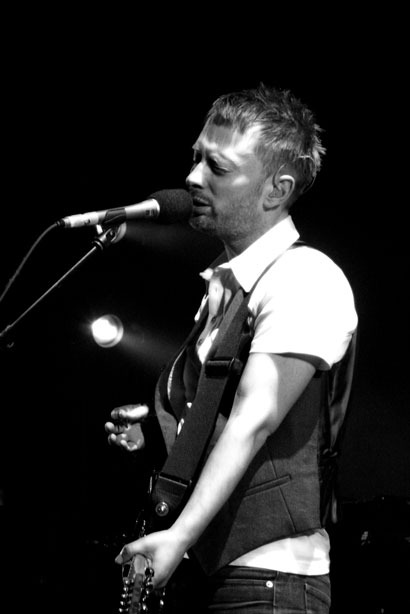
Thom Yorke, membre de la banda tres vegades guanyadora Radiohead.

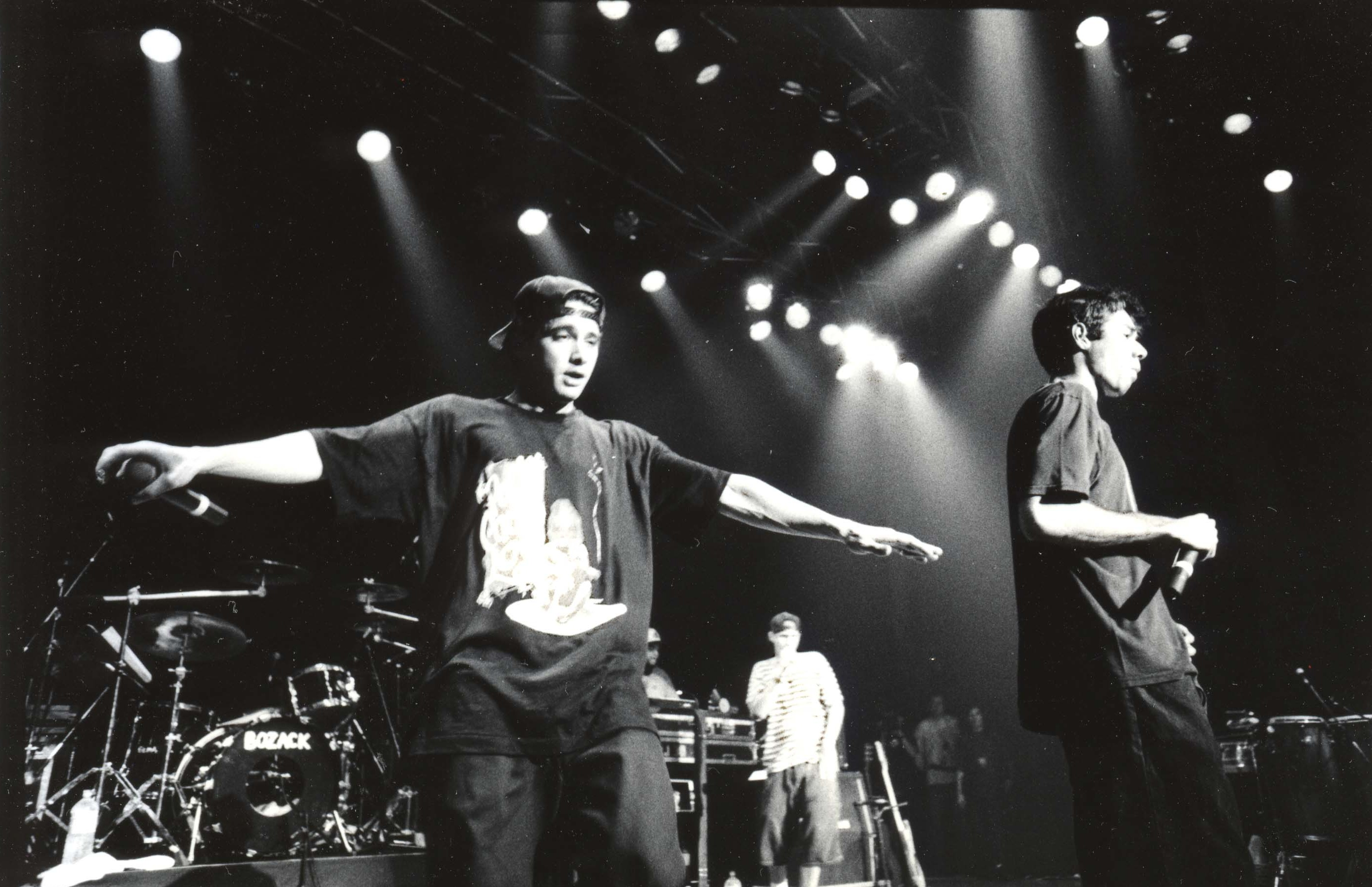
Beastie Boys, els guanyadors de l'any 1999.

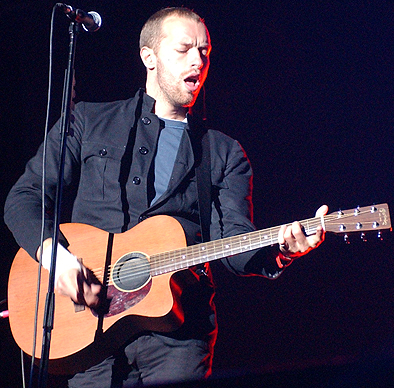
Chris Martin, membre de la banda dues vegades guanyadora Coldplay.

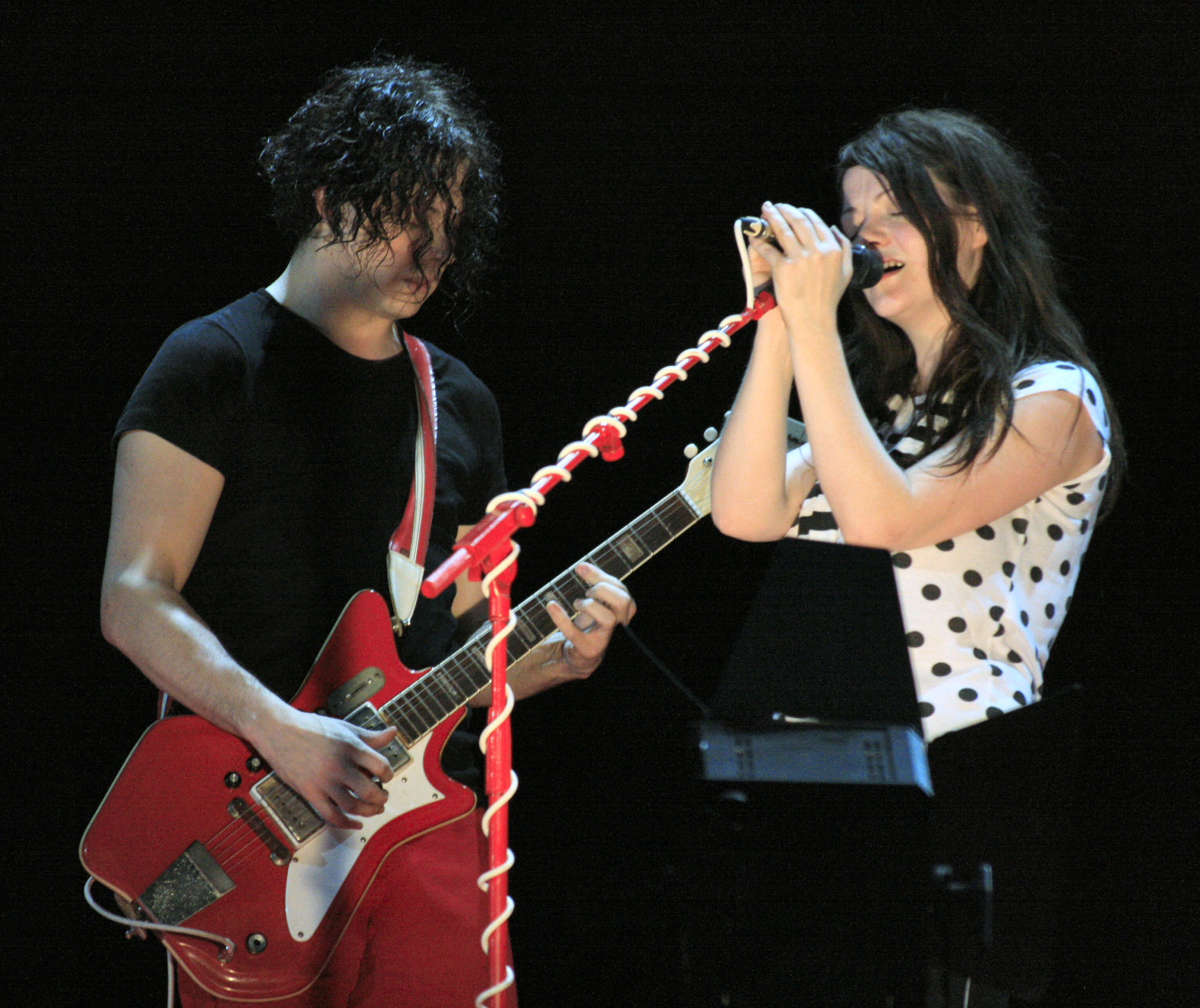
Jack White i Meg White, membres de la banda tres vegades guanyadora The White Stripes.

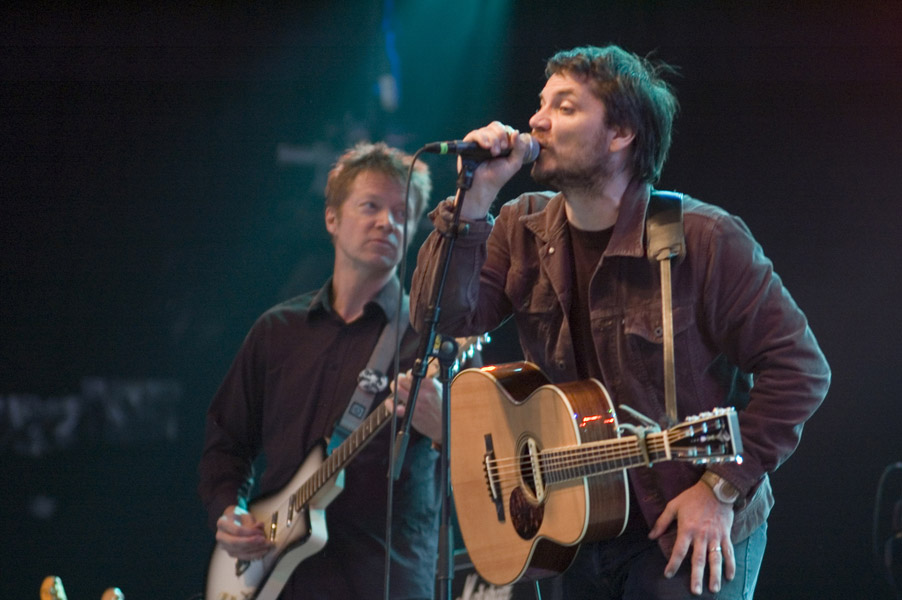
Wilco, els guanyadors del 2005.

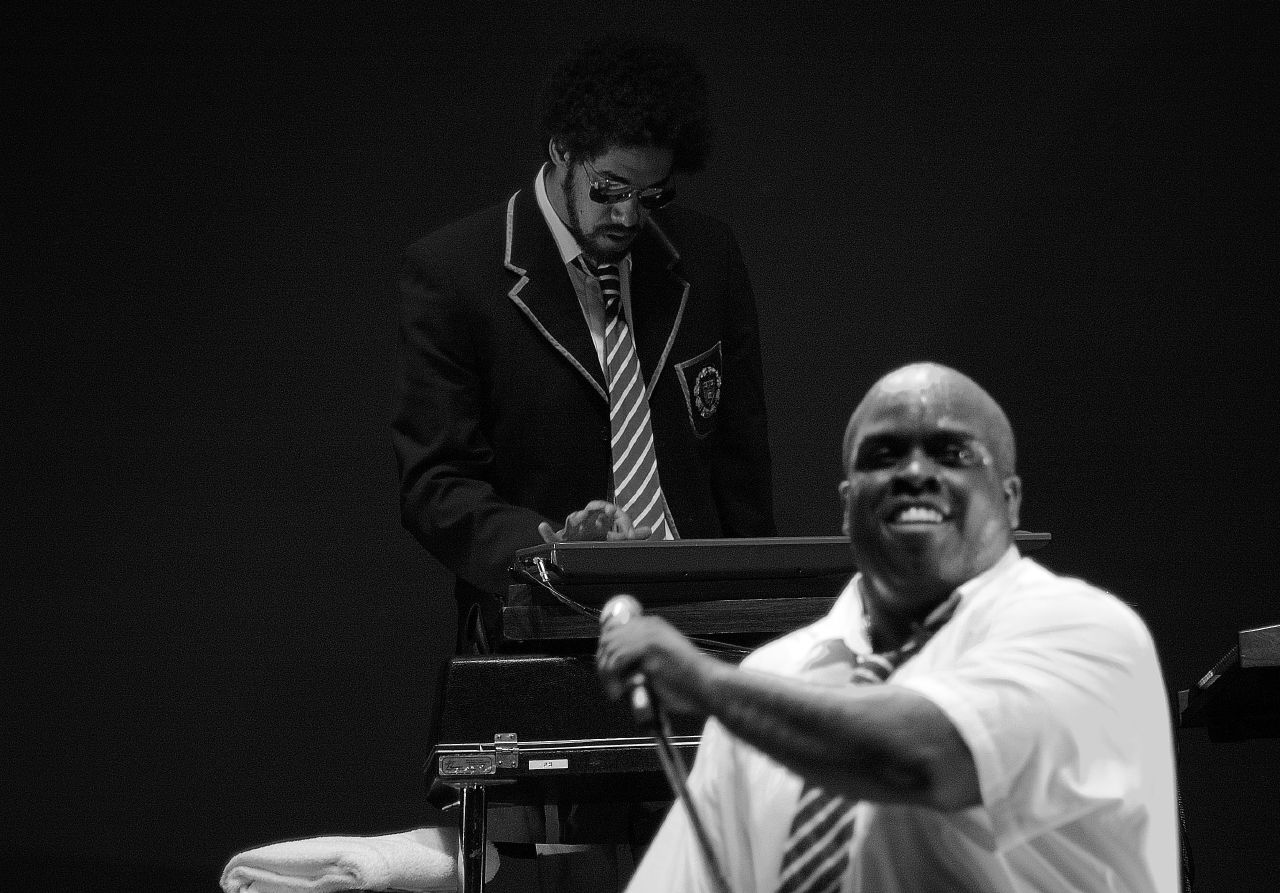
Danger Mouse i CeeLo Green del duo Gnarls Barkley.

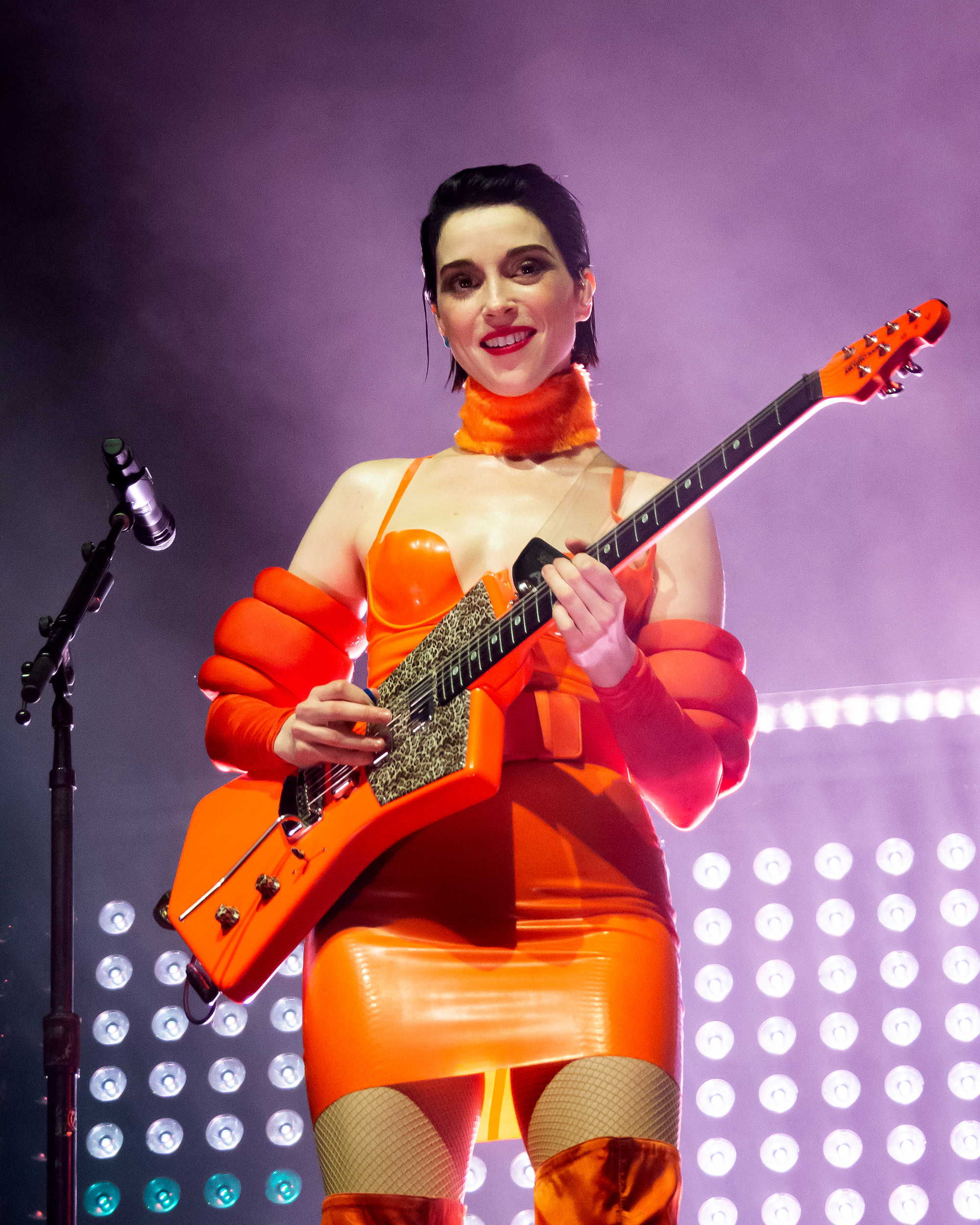
St. Vincent va ser la segona guanyadora en obtenir el premi el 2015.

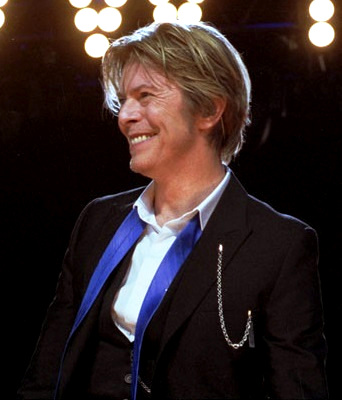
David Bowie, guanyador del 2017.

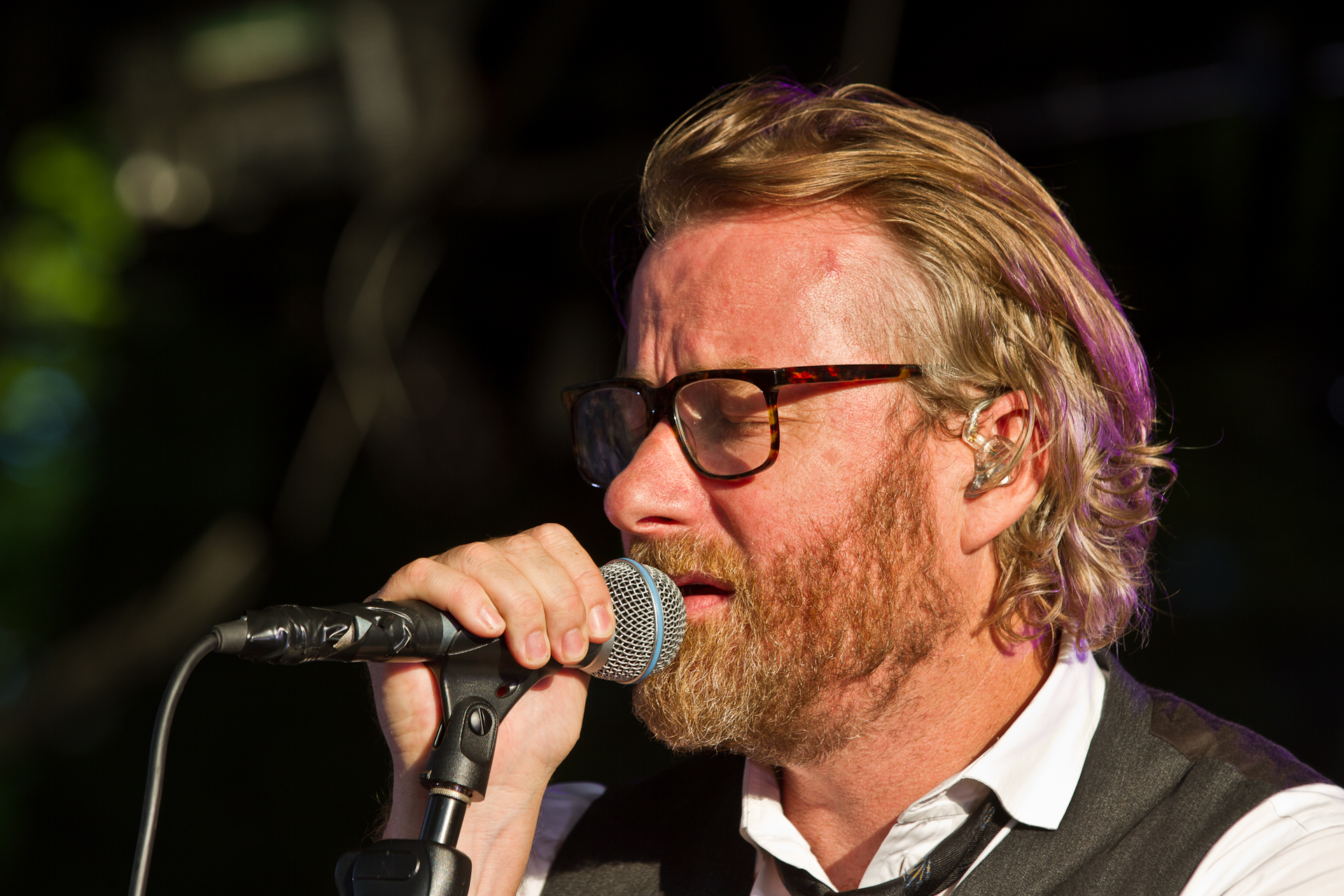
Matt Berninger, membre de la banda The National, guanyadora el 2018.

### Dècada del 1990
| Any  | Intèrpret(s)    | Obra                             | Nominats | Ref.   |
| ---- | --------------- | -------------------------------- | --- | ------ |
| 1991 | Sinéad O'Connor | I Do Not Want What I Haven't Got | - Laurie Anderson – Strange Angels - Kate Bush – The Sensual World - 'The Replacements – All Shook Down - World Party – Goodbye Jumbo                                             | [ 4 ]  |
| 1992 | R.E.M.          | Out of Time                      | - Elvis Costello – Mighty Like a Rose - Jesus Jones – Doubt - Nirvana – Nevermind - Richard Thompson – Rumor and Sigh                                                             | [ 6 ]  |
| 1993 | Tom Waits       | Bone Machine                     | - The B-52s – Good Stuff - The Cure – Wish - Morrissey – Your Arsenal - XTC – Nonsuch                                                                                             | [ 7 ]  |
| 1994 | U2              | Zooropa                          | - Belly – Star - Nirvana – In Utero - R.E.M. – Automatic for the People - The Smashing Pumpkins – Siamese Dream                                                                   | [ 8 ]  |
| 1995 | Green Day       | Dookie                           | - Tori Amos – Under the Pink' - Crash Test Dummies – God Shuffled His Feet - Sarah McLachlan – Fumbling Towards Ecstasy - Nine Inch Nails – The Downward Spiral                   | [ 9 ]  |
| 1996 | Nirvana         | MTV Unplugged in New York        | - Björk – Post - Foo Fighters – Foo Fighters - PJ Harvey – To Bring You My Love - The Presidents of the United States of America – The Presidents of the United States of America | [ 10 ] |
| 1997 | Beck            | Odelay                           | - Tori Amos – Boys for Pele - Tracy Bonham – The Burdens of Being Upright - R.E.M. – New Adventures in Hi-Fi - The Smashing Pumpkins – Mellon Collie and the Infinite Sadness     | [ 11 ] |
| 1998 | Radiohead       | OK Computer                      | - Björk – Homogenic - David Bowie – Earthling - The Chemical Brothers – Dig Your Own Hole - The Prodigy – The Fat of the Land                                                     | [ 12 ] |
| 1999 | Beastie Boys    | Hello Nasty                      | - Tori Amos – From the Choirgirl Hotel - PJ Harvey – Is This Desire? - Radiohead – Airbag/How Am I Driving? - The Smashing Pumpkins – Adore                                       | [ 13 ] |

### Dècada del 2000
| Any  | Intèrpret(s)      | Obra                        | Nominats | Ref.   |
| ---- | ----------------- | --------------------------- | --- | ------ |
| 2000 | Beck              | Mutations                   | - Tori Amos – To Venus and Back - Fatboy Slim – You've Come a Long Way, Baby - Moby – Play - Nine Inch Nails – The Fragile                                                  | [ 14 ] |
| 2001 | Radiohead         | Kid A                       | - Fiona Apple – When the Pawn… - Beck – Midnite Vultures - The Cure – Bloodflowers - Paul McCartney – Liverpool Sound Collage                                               | [ 15 ] |
| 2002 | Coldplay          | Parachutes                  | - Tori Amos – Strange Little Girls - Björk – Vespertine - Fatboy Slim – Halfway Between the Gutter and the Stars - Radiohead – Amnesiac                                     | [ 16 ] |
| 2003 | Coldplay          | A Rush of Blood to the Head | - Beck – Sea Change - Clinic – Walking with Thee - Elvis Costello and the Imposters – Cruel Smile - The Soundtrack of Our Lives – Behind the Music                          | [ 17 ] |
| 2004 | The White Stripes | Elephant                    | - The Flaming Lips – Fight Test - Radiohead – Hail to the Thief - Sigur Rós – () - Yeah Yeah Yeahs – Fever to Tell                                                          | [ 18 ] |
| 2005 | Wilco             | A Ghost Is Born             | - Björk – Medúlla - Franz Ferdinand – Franz Ferdinand - PJ Harvey – Uh Huh Her - Modest Mouse – Good News for People Who Love Bad News                                      | [ 19 ] |
| 2006 | The White Stripes | Get Behind Me Satan         | - Arcade Fire – Funeral - Beck – Guero - Death Cab for Cutie – Plans - Franz Ferdinand – You Could Have It So Much Better                                                   | [ 20 ] |
| 2007 | Gnarls Barkley    | St. Elsewhere               | - Arctic Monkeys – Whatever People Say I Am, That's What I'm Not - The Flaming Lips – At War with the Mystics - Yeah Yeah Yeahs – Show Your Bones - Thom Yorke – The Eraser | [ 21 ] |
| 2008 | The White Stripes | Icky Thump                  | - Lily Allen – Alright, Still - Arcade Fire – Neon Bible - Björk – Volta - The Shins – Wincing the Night Away                                                               | [ 22 ] |
| 2009 | Radiohead         | In Rainbows                 | - Beck – Modern Guilt - Death Cab for Cutie – Narrow Stairs - Gnarls Barkley – The Odd Couple - My Morning Jacket – Evil Urges                                              | [ 23 ] |

### Dècada del 2010
| Any  | Intèrpret(s)    | Obra                        | Nominats | Ref.   |
| ---- | --------------- | --------------------------- | --- | ------ |
| 2010 | Phoenix         | Wolfgang Amadeus Phoenix    | - David Byrne i Brian Eno – Everything That Happens Will Happen Today - Death Cab for Cutie – The Open Door EP - Depeche Mode – Sounds of the Universe - Yeah Yeah Yeahs – It's Blitz!              | [ 24 ] |
| 2011 | The Black Keys  | Brothers                    | - Arcade Fire – The Suburbs - Band of Horses – Infinite Arms - Broken Bells – Broken Bells - Vampire Weekend – Contra                                                                               | [ 25 ] |
| 2012 | Bon Iver        | Bon Iver                    | - Death Cab for Cutie – Codes and Keys - Foster the People – Torches - My Morning Jacket – Circuital - Radiohead – The King of Limbs                                                                | [ 26 ] |
| 2013 | Gotye           | Making Mirrors              | - Fiona Apple – The Idler Wheel... - Björk – Biophilia - M83 – Hurry Up, We're Dreaming - Tom Waits – Bad as Me                                                                                     | [ 27 ] |
| 2014 | Vampire Weekend | Modern Vampires of the City | - Neko Case – The Worse Things Get, the Harder I Fight, the Harder I Fight, the More I Love You - The National – Trouble Will Find Me - Nine Inch Nails – Hesitation Marks - Tame Impala – Lonerism | [ 28 ] |
| 2015 | St. Vincent     | St. Vincent                 | - Alt-J – This Is All Yours - Arcade Fire – Reflektor - Cage the Elephant – Melophobia - Jack White – Lazaretto                                                                                     | [ 29 ] |
| 2016 | Alabama Shakes  | Sound & Color               | - Björk – Vulnicura - My Morning Jacket – The Waterfall - Tame Impala – Currents - Wilco – Star Wars                                                                                                | [ 30 ] |
| 2017 | David Bowie     | Blackstar                   | - Bon Iver – 22, A Million - PJ Harvey – The Hope Six Demolition Project - Iggy Pop – Post Pop Depression - Radiohead – A Moon Shaped Pool                                                          | [ 31 ] |
| 2018 | The National    | Sleep Well Beast            | - Arcade Fire – Everything Now - Gorillaz – Humanz - LCD Soundsystem – American Dream - Father John Misty – Pure Comedy                                                                             | [ 32 ] |
| 2019 | Beck            | Colors                      | - Arctic Monkeys – Tranquility Base Hotel & Casino - Björk – Utopia - David Byrne – American Utopia - St. Vincent – Masseduction                                                                    | [ 33 ] |